# 細胞死

アポトーシスに関わるシグナル伝達経路の概要。

細胞死（さいぼうし、英: cell death）は、生体細胞がその機能を果たさなくなる現象である。これは、古い細胞が死んで新しい細胞に置き換わるという自然なプロセスの結果の場合もあれば、病気や局所的な外傷、あるいは細胞を含んでいる生体の死などの要因によって生じる場合もある。アポトーシス（I型細胞死）およびオートファジー（II型細胞死）は、どちらもプログラム細胞死（PCD）であり、ネクローシス（壊死、えし）は感染や傷害の結果として起こる非生理学的プロセスである。

## プログラム細胞死
プログラム細胞死（英: programmed cell death、PCD）とは、細胞内のプログラムによって引き起こされる細胞死のことである。PCDは制御されたプロセスで行われており、通常、生物のライフサイクルの中で利点がもたらされる。たとえば、発生中のヒト胚における指と足指の分化は、指の間の細胞がアポトーシスすることで起こり、指が分離される。PCDは、植物や後生動物（多細胞動物）の両方で、組織形成において基本的な機能を果たしている。

### アポトーシス

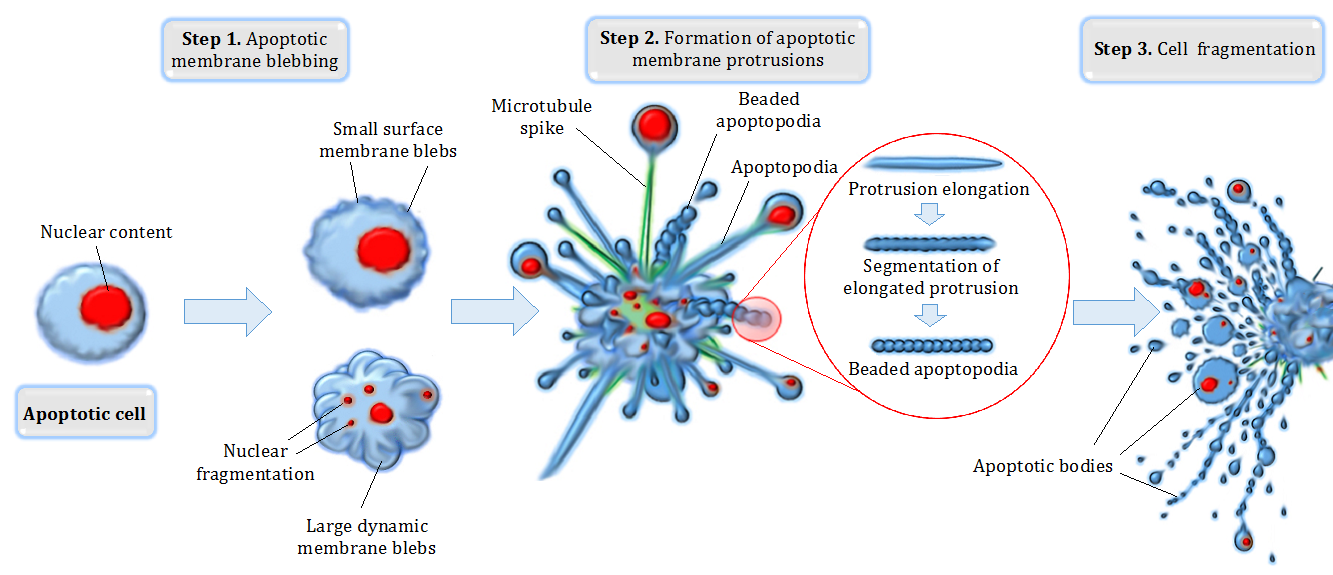
アポトーシスに伴う形態学的変化

アポトーシスは、多細胞生物で起こりうるプログラム細胞死（PCD）のプロセスである。生化学的現象は、特徴的な細胞の変化（形態）と死をもたらす。これらの変化には、ブレブ形成、細胞収縮、核断片化、クロマチン凝集、染色体DNAの断片化などがある。現在では、発生過程においては、細胞は積極的に自殺するように誘導され、一方、恒常性維持の観点からは、ある種の生存因子の欠如が自殺のきっかけとなると考えられている。これらの自殺経路の形態や生化学にはいくつかのバリエーションがあるようで、あるものはアポトーシスの道をたどり、あるものはより一般的な欠失の道をたどるが、どちらも通常は遺伝的および総合的に動機づけられている。エンドヌクレアーゼ活性化のような「アポトーシス」のある種の兆候は、遺伝子カスケードに関与せずに偽装的に誘発されるという証拠がいくつかあり、おそらく真のアポトーシスやプログラム細胞死は、遺伝的に媒介されなければならない。 また、有糸分裂とアポトーシスが何らかの形で切り替わったり連動することや、そのバランスが適切な成長因子や生存因子からのシグナルに依存していることも明らかになりつつある。

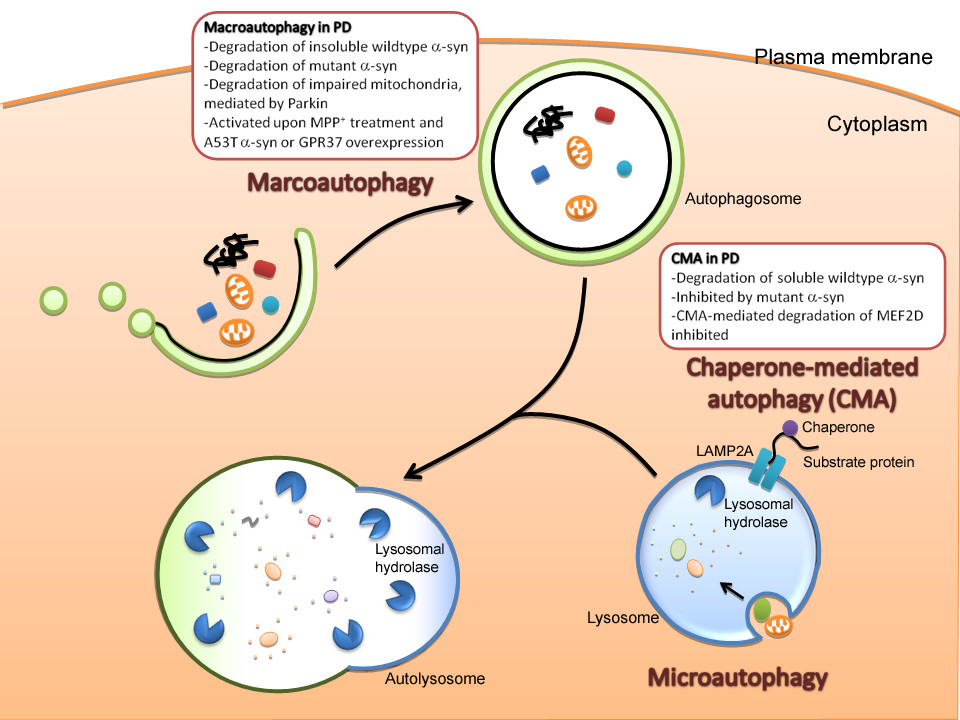
オートファジーの現象例

### オートファジー
オートファジーは、細胞質内に大きな液胞を形成し、核が破壊される前に、特定の順序で細胞小器官を食べ尽くすことを特徴とする。マクロオートファジーは、しばしばオートファジーとも呼ばれ、バルク細胞質成分や、異常なタンパク質凝集体、および過剰または損傷した細胞小器官をオートファゴソーム-リソソーム分解する異化プロセスである。オートファジーは、一般的には栄養素不足の状態によって活性化されるが、発生、分化、神経変性疾患、ストレス、感染症、がんなどの生理学的プロセスや病理学的プロセスにも関連している。

### PCDのその他のバリエーション
プログラム細胞死の他の経路も発見されている。非アポトーシス性プログラム細胞死またはカスパーゼ非依存性プログラム細胞死と呼ばれるこれらの代替的な死経路は、アポトーシスと同等の効率を持ち、PCDのバックアップ機構としても主要形式としても機能する。
このようなプログラム細胞死には、アポトーシスの誘導以外はほとんど同じであるアノイキス（anoikis）、眼球に排他的な細胞死である角質化、興奮毒性、鉄依存性の細胞死であるフェロトーシス、ワーラー変性などがある。
植物細胞は、オートファジー細胞死と同様に、特定のPCDプロセスを経る。ただし、PCDに共通するいくつかの特徴は、植物と後生動物の両方で高度に保存されている。
活性化誘導細胞死（activation-induced cell death、AICD）は、Fas受容体（Fas, CD95）とFasリガンド（FasL, CD95リガンド）の相互作用によって引き起こされるプログラム細胞死である。これは、特定のT細胞受容体（TCR）が繰り返し刺激されることで発生し、末梢免疫寛容を維持する働きがある。したがって、このプロセスが変化すると、自己免疫疾患を引き起こす可能性がある。言い換えれば、AICDは活性化Tリンパ球の負の調節因子である。
虚血性細胞死（ischemic cell death）または腫瘍症（oncosis）は、偶発的あるいは受動的な細胞死の一形態であり、しばしば致死的な傷害と見なされている。このプロセスは、ミトコンドリアの腫脹、細胞質の空胞形成、および核と細胞質の膨張を特徴としている。
分裂期細胞死（mitotic catastrophe、分裂期崩壊とも）は、細胞が有糸分裂へ入るのが早い、または不適切なことに起因する細胞死の一種である。これは、電離放射線や他の多くの抗がん剤治療にさらされたがん細胞の最も一般的な細胞死の様式である。
免疫原性細胞死（immunogenic cell death）または免疫原性アポトーシスは、アントラサイクリン系薬剤、オキサリプラチン、ボルテゾミブなどの一部の細胞分裂阻害剤や、放射線療法、光線力学療法（PDT）などによって引き起こされる細胞死の一形態である。
ピロトーシス（pyroptosis）は、炎症性の高いプログラム細胞死で、細胞内病原体の感染時に最も頻繁に起こり、骨髄系細胞の抗菌反応の一部を形成すると考えられている。

## 壊死性細胞死
壊死（えし、necrosis）または壊死性細胞死（necrotic cell death）は、外傷や感染などの外的要因によって細胞がひどく損傷した細胞死で、いくつかの異なる形態で発生する。壊死では、細胞が腫脹し、続いて細胞膜が無秩序に破れ、細胞の内容物が排出される。これらの細胞の内容物は、しばしば、近くの細胞に炎症を引き起こす。プログラム細胞死の別の形態として、ネクロプトーシス（necroptosis）と呼ばれるプログラム壊死が認識されている。ネクロプトーシスは、ウイルスや突然変異などの内因性または外因性の要因によってアポトーシスのシグナルが阻害された場合に、アポトーシスに代わる細胞死のバックアップとして機能するという仮説が立てられている。ネクロプトーシス経路には、腫瘍壊死因子受容体1（TNFR1）などの細胞死受容体が関連している。

## 研究分野と語源
細胞壊死生物学（cell necrobiology）という用語は、細胞死の素因、先行、および付随する形態学的、生化学的、および分子的変化に関連する生命過程、ならびに細胞死の結果と組織応答を説明するために使用されてきた。この言葉は、ギリシャ語で「死」を意味する νεκρό 、「生命」を意味する βìο、「研究」を意味する λόγος に由来する。この用語は当初、細胞死に伴う変化をマルチパラメーターのフローサイトメトリーやレーザー走査サイトメトリーで検出および測定することを広義に定義するために作られた。これは細胞死時のリアルタイムの変化を表現するために使用され、フローサイトメトリーによって検出される。 

## 参照項目
- Programmed cell death 1 - PD1
- 腫瘍壊死因子受容体1（英語版） - TNFR1